# Артей
Артей (др.-греч. Ἀρταῖος. древнеперсидск. R̥taya.) — отец Азана и Артахея, который упоминался у Ктесия как "легендарный" шестой царь Мидии, наследовавший Арбиану, а не Сарданапалу.

## Имя
Артей: связан с эламитским Ir-da-ya и др. — перс. rtaya — . Имя также появляется дважды у Геродота.

## История
Во времена его правления[когда?], происходит спор между ним и неким Парсондом, который просит у Артея должность сатрапа Вавилонии, сатрапом которой в то время являлся Нанар, которого как раз из-за внешности и не полюбил Парсонд. После нескольких попыток отобрать власть у Нанара с помощью Артея, в итоге обижается на решение царя и бежит к племени кадусиев с тремя тысячами пехотинцев и тысячей всадников, где женился на сестре одного из самых влиятельных людей тех краёв. Возглавив племя кадусиев, Парсонд, побеждает Артея и опустошает Мидию. В конце своих дней «Парсонд» дает великую клятву, чтобы ни один преемник не заключал мир с мидянами; и таким образом вражда продолжалась.
Генри Роулинсон в своих трудах писал: 
Не может быть никаких сомнений, что кадусийская война, описанная Ктесием как произошедшая во время правления Артея, относится к мидийскому восстанию при Дейоке, и возможно также, что кадусийская экспедиция Артаксеркса, о которой сообщает Плутарх, была проведена против того же народа.

## Античные источники
Список царей Мидии по древнеармянской историографии (Մ. Խորենացի <<Պատմություն Հայոց>> Եր.-1981թ, էջ 82-83 /М. Хоренаци "История Армении" Ереван-1981, стр. 82-83/)
- Варбакес (на арм. Վարբակես) – Арбак /по Ктесии Книдской, Гарпаг /по Геродоту/
- Модакис (на арм. Մոդակիս) – Маудак /по Ктесии Книдской/
- Сосармос (на арм. Սոսարմոս) – Сосарм /по Ктесии Книдской/
- Артикас (на арм. Առտիկաս) – Артик /по Ктесии Книдской/
- Деовкис (на арм. Դեովկիս) – Арбиан /по Ктесии Книдской,/, Дейок /по Геродоту/
- Правортис (на арм. Փռավորտիս) – Артей /по Ктесии Книдской,/, Фраорт /по Геродоту/
- Кваксарес (на арм. Կվաքսարես) – Астибарас /по Ктесии Книдской,/, Киаксар /по Геродоту/
- Аждаак (на арм. Աժդահակ) – Аспанд /по Ктесии Книдской,/, Астиаг /по Геродоту/

## Гипотезы
По некоторым источникам Артей отождествляется с мидийским царем Дейоком.